# 1978 في المملكة المتحدة
فيما يلي قوائم الأحداث التي وقعت خلال عام 1978 في المملكة المتحدة.

## سياسة

### تعيين في المنصب
- 6 نوفمبر – فرانسيس بيم، البارون بيم وزير ظل الدولة للخارجية [الإنجليزية]‏.

### انتهاء فترة المنصب
- 6 نوفمبر – فرانسيس بيم، البارون بيم زعيم ظل مجلس العموم [الإنجليزية]‏.

## رياضة
- 1 يناير – بطولة العالم للعدو الريفي 1978
- 1 يناير – بطولة ويمبلدون 1978
- 16 يوليو – جائزة بريطانيا الكبرى 1978 الفائز كارلوس ريوتيمان.

## ظهور
- 1 يناير – الموجة الجديدة لموسيقى الهيفي ميتال البريطانية
- 1 يناير – جلام ميتال
- 1 يناير – روك بديل نوع موسيقى.
- 1 يناير – غوثك روك
- 1 يناير – ماركيتينج ويك

## أفلام
من الأفلام التي صدرت هذه السنة في المملكة المتحدة:
- 1 يناير – الأولاد من البرازيل من إخراج فرانكلين شافنر.
- 1 يناير – جريمة على نهر النيل من إخراج John Guillermin [الإنجليزية]‏.
- 1 يناير – صائد الغزلان من إخراج مايكل تشيمينو.
- 18 مايو – قطار منتصف الليل من إخراج آلان باركر.
- 13 يونيو – غريس من إخراج راندال كليسر.
- 10 ديسمبر – سوبرمان من إخراج ريشارد دونر.

## برامج ومسلسلات وأنمي
- اعقل لغتك

## مواليد

### يناير
- 2 يناير – أندي هوغر لاعب كرة قدم بريطاني.
- 10 يناير – غافن مكان لاعب كرة قدم إنجليزي.
- 11 يناير – إيميل هيسكي لاعب كرة قدم إنجليزي.
- 11 يناير – مايكل داف لاعب كرة قدم أيرلندي شمالي.
- 13 يناير – مارتن لي لاعب كرة مضرب بريطاني.
- 15 يناير – أماندا كين لاعبة كرة مضرب بريطانية.
- 18 يناير – لي ميجر
- 25 يناير – جيسون روبرتس لاعب كرة قدم غرينادي.
- 28 يناير – جيمي كاراغر لاعب كرة قدم إنجليزي.
- 28 يناير – وونغ تشون يوي لاعب كرة قدم صيني.

### فبراير
- 2 فبراير – باري فيرغسون لاعب كرة قدم اسكتلندي.
- 3 فبراير – ماثيو نيلسن لاعب كرة سلة أسترالي.
- 14 فبراير – سوزانا أنسار
- 20 فبراير – جاكي ديغ
- 22 فبراير – جيني فروست
- 27 فبراير – جيمس بيتي لاعب ومدرب كرة قدم إنجليزي.

### مارس
- 2 مارس – كريس مارتن موسيقي وعضو في فرقة كولدبلاي.
- 10 مارس – كلير كوران لاعبة كرة مضرب بريطانية.
- 10 مارس – نيل الكسندر لاعب كرة قدم اسكتلندي.
- 18 مارس – دارين فيليب لاعب كرة سلة أمريكي.
- 22 مارس – آرفيند بارمار لاعب كرة مضرب بريطاني.
- 30 مارس – سايمون ويبي
- 31 مارس – ستيفن كليمنس لاعب كرة قدم إنجليزي.

### أبريل
- 3 أبريل – ماثيو جوود ممثل إنجليزي.
- 5 أبريل – دواين تشامبرز
- 6 أبريل – مايلين كلاس
- 7 أبريل – دنكان جايمس
- 7 أبريل – نيل روبرتس لاعب كرة قدم ويلزي.
- 9 أبريل – راشيل ستيفنز
- 12 أبريل – غاي بيريمان

### مايو
- 5 مايو – مايكل هانتر
- 11 مايو – ارين براون ممثل بريطاني.
- 13 مايو – بن أبيي لاعب كرة قدم إنجليزي.
- 14 مايو – لي مككولوتش لاعب كرة قدم اسكتلندي.
- 16 مايو – جيم ستارجس
- 16 مايو – روبرت يونغ ممثل بريطاني.
- 22 مايو – كاتي برايس
- 29 مايو – آدم ريكت

### يونيو
- 2 يونيو – دومينيك كوبر ممثل إنجليزي.
- 9 يونيو – ماثيو بيلامي
- 17 يونيو – روكي دين
- 20 يونيو – فرانك لامبارد لاعب كرة قدم إنجليزي.
- 22 يونيو – دانيال ويلدون سائق راليات إنجليزي.
- 26 يونيو – أليكس آرثر ملاكم من المملكة المتحدة.

### يوليو
- 2 يوليو – أوين يومان ممثل بريطاني.
- 11 يوليو – ناثان أبيي لاعب كرة قدم.
- 17 يوليو – دارين مكديرموت
- 20 يوليو – نايجل كوازي لاعب كرة قدم إنجليزي.
- 25 يوليو – لويز براون
- 31 يوليو – جاستن ويلسون سائق فورمولا 1 من المملكة المتحدة.
- 31 يوليو – ويليام شامبين

### أغسطس
- 1 أغسطس – كريس إولومو لاعب كرة قدم نيجيري.
- 5 أغسطس – مايكل بريدجز لاعب كرة قدم إنجليزي.
- 13 أغسطس – دارين ديفيز
- 22 أغسطس – جيمس كوردن
- 26 أغسطس – غراهام إيرل

### سبتمبر
- 13 سبتمبر – دارين وارد لاعب كرة قدم إنجليزي.
- 21 سبتمبر – جيمي وود لاعب كرة قدم من المملكة المتحدة.
- 25 سبتمبر – مايكل لوماكس

### أكتوبر
- 6 أكتوبر – ريكي هاتون
- 7 أكتوبر – أليشا ديكسون
- 11 أكتوبر – ديريك هولمز لاعب كرة قدم اسكتلندي.
- 14 أكتوبر – بول هنتر لاعب سنوكر من المملكة المتحدة.
- 14 أكتوبر – ستيفن تومبسون لاعب كرة قدم إنجليزي.
- 20 أكتوبر – أندي داوسون لاعب كرة قدم إنجليزي.
- 23 أكتوبر – جيمي بولارد لاعب كرة قدم إنجليزي.
- 24 أكتوبر – دامون مينغ لاعب كرة قدم برمودي.
- 25 أكتوبر – راسيل أندرسون لاعب كرة قدم اسكتلندي.
- 27 أكتوبر – جوناثان جونز لاعب كرة قدم بريطاني.
- 28 أكتوبر – غويندولين كريستي

### نوفمبر
- 4 نوفمبر – جيمي مور
- 7 نوفمبر – ريو فرديناند لاعب كرة قدم إنجليزي.
- 10 نوفمبر – روس مينتر
- 16 نوفمبر – غاري نايسميث
- 17 نوفمبر – توم اليس ممثل بريطاني.

### ديسمبر
- 8 ديسمبر – جون أوستر لاعب كرة قدم إنجليزي.
- 14 ديسمبر – بول روبينسون لاعب كرة قدم إنجليزي.
- 14 ديسمبر – ويد إيليوت لاعب كرة قدم إنجليزي.
- 29 ديسمبر – داني هيغينبوثام لاعب كرة قدم إنجليزي.
- 29 ديسمبر – كيرون داير لاعب كرة قدم إنجليزي.
- 29 ديسمبر – ليني دوس ملاكم من المملكة المتحدة.
- 30 ديسمبر – فيليبس إيدو منافِس ألعاب قوى من المملكة المتحدة.

## وفيات

### يناير
- 1 يناير – جيمي جيبسون (مواليد 1901)

### مارس
- 8 مارس – هارولد روي فور (مواليد 1900) اقتصادي من المملكة المتحدة.

### أبريل
- 21 أبريل – ساندي ديني (مواليد 1947)

### يونيو
- 7 يونيو – رونالد نوريش (مواليد 1897) كيميائي بريطاني.

### يوليو
- 10 يوليو – جو ديفيس (مواليد 1901) لاعب سنوكر من المملكة المتحدة.

### أغسطس
- 7 أغسطس – إدموند سميث (مواليد 1902) لاعب كرة قدم من الولايات المتحدة الأمريكية.
- 19 أغسطس – ماكس مالوان (مواليد 1904)
- 24 أغسطس – كاثلين كينيون (مواليد 1906)
- 28 أغسطس – روبرت شو (مواليد 1927)

### نوفمبر
- 11 نوفمبر – جاك غاردنر (مواليد 1926) ملاكم من المملكة المتحدة.